# Jive Talkin'
"Jive Talkin'" é uma canção lançada em 1975 como single pelos Bee Gees.
A música se tornou um sucesso absoluto se tornando a segunda canção da banda a chegar na primeira posição nos Estados Unidos. A primeira foi "How Can You Mend a Broken Heart" em 1971.